# ویا هایس
ویا هایس (به اسپانیایی: Villa Hayes) شهری در کشور پاراگوئه، استان پرزدیندته هایس است که جمعیت آن در سرشماری سال ۲۰۰۲ میلادی ۱۵٫۸۲۳ نفر بوده‌است.

## نگارخانه

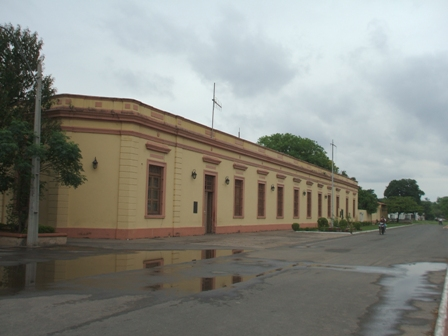
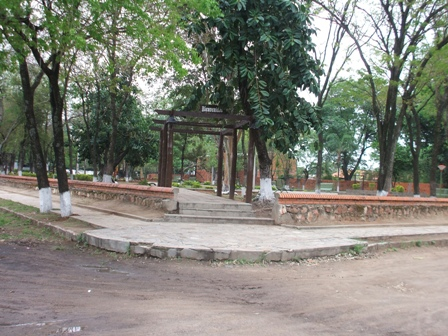
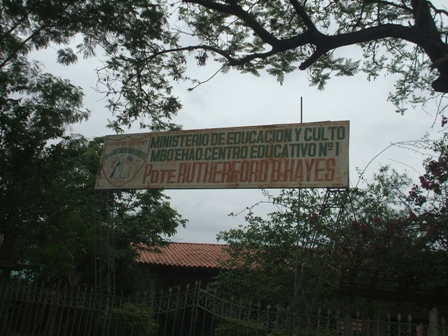
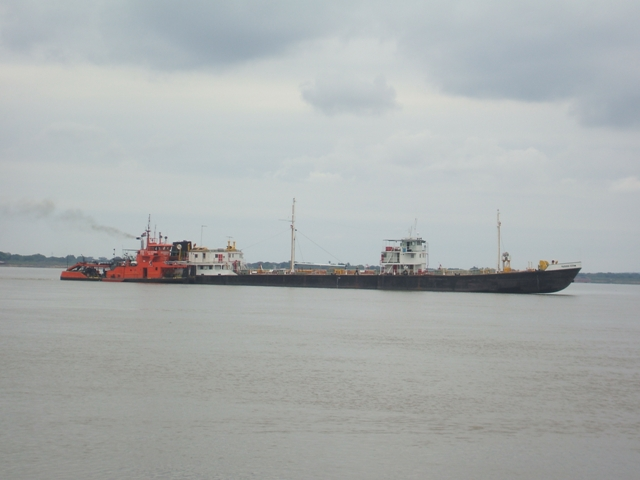